# Polisportiva Gaeta 1931
L'ASD Polisportiva Gaeta 1931 è una Società Sportiva italiana che pratica calcio, pallamano e atletica leggera con sede nella città di Gaeta, in Provincia di Latina, Regione Lazio.
Nella stagione 1965–1966 la Polisportiva Gaeta ha ottenuto il record nazionale di vittorie iniziali consecutive in un campionato di calcio, realizzandone 20 (il record attuale appartiene all'F.C. Ponsacco 1920 con 33 vittorie, 30 delle quali conseguite nel torneo di Seconda Categoria Toscana 2012-2013). Il 18 dicembre 1979 la Giunta Esecutiva del C.O.N.I. presieduta da Franco Carraro ha conferito la Stella di Bronzo al merito sportivo alla bandiera della squadra gaetana. Il 12 giugno 2025 avviene la fusione tra Polisportiva Gaeta e Asd Gaeta.

## Storia
Il gioco del calcio arriva nell'attuale Basso Lazio (già Alta Campania, provincia di Terra di Lavoro fino al 1927) agli inizi del Novecento grazie a un gruppo di marinai inglesi approdati con un incrociatore della Marina britannica nel porto di Gaeta. Una delle prime squadre ad essere fondate in riva al golfo è quella dell'allenatore-giocatore Luigi Trabucco, allestita nel 1910 e composta da un gruppo di giovani studenti provenienti dal borgo della città. Il "Gaeta" di Trabucco ha vita breve disputando solo gare amichevoli e tornei non ufficiali organizzati dagli equipaggi delle navi militari presenti in porto.
Nel 1914 si registra la costituzione della prima vera società polisportiva biancorossa: l'Ardisci e Spera. Dopo aver dato lustro per circa un quindicennio allo sport gaetano, l'Ardisci e Spera (unitamente all'S.S. Gaeta 1920, all'U.S. Caieta e al Dopolavoro Gaetano) concorre per volere delle istituzioni politiche comunali al processo di riunificazione delle diverse realtà agonistiche cittadine terminando le proprie attività nel 1930. La Polisportiva Gaeta, unica e diretta discendente dello Sporting Club "Ardisci e Spera" e dell'S.S. Gaeta, viene fondata il 19 gennaio 1931 con il nome di Associazione Calcio Aquilotti, denominazione che pochi mesi dopo lascia il posto all'attuale Polisportiva Gaeta.
La neonata società del golfo, presieduta prima da Luigi Martano e poi da Giuseppe Mariotti, si iscrive nella stagione calcistica 1931-32 al campionato regionale laziale U.L.I.C. di Seconda Categoria e nel 1932-33 al torneo di Terza Divisione, quinto livello del calcio italiano dietro la Serie A, la Serie B, la Prima Divisione e la Seconda Divisione. Nel corso di quest'ultimo campionato ha l'opportunità di disputare i primi storici derby con il Cisterna e con la Di Biagio Terracina e di affrontare per la prima volta il Frosinone (Bellator Frusino). Chiude il torneo al quarto posto sfiorando l'ammissione agli spareggi regionali previsti per l'ammissione alla Seconda Divisione. Nel 1933-34 il Gaeta del presidente Mariotti e dell'allenatore-giocatore Vincenzo Montaretto, torna ad iscriversi in Terza Divisione ma non porta a termine il torneo ritirandosi alla nona giornata per motivi economici. Nel corso del 1933 la Polisportiva ha anche modo di affrontare al "Montesecco" il Napoli di Attila Sallustro, che nella stagione 1931-1932 si era classificato terzo nel campionato di Serie A; tale storica gara amichevole termina due a uno a favore dei partenopeI, rinnovando i legami di amicizia con il club azzurro. Dopo la crisi del 1934 la società biancorossa si associa prima ai Fasci giovanili di combattimento e poi all'Opera Nazionale Dopolavoro partecipando ai tornei provinciali dei "Fasci" e ai campionati di Sezione Propaganda FIGC del Basso Lazio. Nel 1937 la Polisportiva si associa invece alla Gioventù Italiana del Littorio tornando ad allestire una squadra competitiva.
Nella stagione 1937-1938 la compagine biancorossa vince nettamente il torneo di Seconda Categoria della Sezione Propaganda FIGC laureandosi Campione della Provincia di Littoria. Nella stagione successiva il Gaeta si iscrive al campionato di Seconda Divisione laziale annoverando tra le sue file elementi di notevole levatura tecnica come il portiere Colavolpe, i difensori Riciniello, Arcella, Ranieri, Nardi e Faiola, i centrocampisti Scarpato, Di Spigno, Fiorenzano, Manieri, Montano e Pagano, gli attaccanti Cervone, Giri, Pampaloni e Perrone; tra le file biancorosse è inoltre presente il centravanti romano Luigi Perugini, futuro protagonista di una brillante carriera agonistica con le casacche prima dell'Ala Littoria (Serie C) e poi del Palermo (Serie A, 1945-46). La squadra allenata da Gianni Mazzoleni, sostenuta economicamente dal presidente Lorenzo Vagnati e dalla G.I.L., vince il torneo del 1938-39 dopo un lungo testa a testa con la Civitavecchiese II e il Civitacastellana conquistando la promozione in Prima Divisione, "Quarta Serie" nazionale e massimo campionato regionale dietro la Serie A, la Serie B e la neocostituita Serie C.
Nella stagione 1939-1940 il Gaeta di Vagnati è la migliore squadra della provincia di Littoria, l'unica a partecipare al campionato di Prima Divisione. La matricola biancorossa, spesso in campo con una divisa completamente nera, parte con propositi ambiziosi conducendo la prima parte del torneo in testa alla classifica e accreditandosi come una delle principali favorite alla promozione in Serie C. Un girone di ritorno meno brillante non le permette il passaggio alla categoria superiore relegandola al quinto posto finale.
La Seconda guerra mondiale e l'entrata in guerra dell'Italia al fianco della Germania interrompono la crescita del movimento calcistico gaetano pregiudicandone l'ascesa verso traguardi ancora più prestigiosi; alla vigilia della stagione agonistica 1940-41 i dirigenti della Polisportiva sono infatti costretti a operare un profondo rinnovamento dei quadri tecnici allestendo una compagine meno competitiva rispetto agli anni precedenti. Il torneo di Prima Divisione del 1940-41 viene quindi affrontato tra mille difficoltà: il Gaeta soffre in particolare nel corso della stagione i richiami alle armi dei suoi giocatori e una condizione economica sempre più precaria. La squadra di Vagnati e Mazzoleni disputa in totale tredici delle diciotto partite in calendario ritirandosi alla quarta giornata del girone di ritorno dopo aver conseguito quattro vittorie, un pareggio e otto sconfitte.
Dopo la lunga sospensione delle attività dovuta al conflitto bellico, la Polisportiva Gaeta torna ad iscriversi a un torneo federale nel 1946, grazie a un gruppo di appassionati capeggiato dal sindaco della città Giovanni Cesarale e dall'ex giocatore e fondatore della società Mario Taglialatela. La ripresa dell'attività agonistica riserva subito grosse soddisfazioni alla compagine biancorossa che nel 1946-47 conquista la promozione in Prima Divisione, quarto livello del calcio italiano e massimo torneo regionale, per poi sfiorare nelle due stagioni successive la scalata alla Promozione Interregionale, nuova quarta serie nazionale istituita nel 1948-49.
Nella stagione 1965-1966, la squadra gaetana vince 20 partite consecutive nel campionato di Seconda Categoria Laziale, venendo elogiata da tutti i giornali nazionali e ospitata dalla Domenica Sportiva.
Nella stagione 1971-1972, guidata dall'allenatore Ermete Patriarca affronta di nuovo il Napoli, perdendo 8-1 (gol biancorosso di Porcacchia), la Roma di Herrera (2-2) e la Nazionale Militare. Nel corso di questa stessa stagione il portiere Ermanno Martelli stabilisce il massimo record di imbattibilità per un portiere biancorosso con 1221 minuti senza subire reti (record nazionale per squadre dilettanti). Nel 1973 il Gaeta gioca invece un'amichevole con il Torino (1-3), con il Verona di Mascetti (0-5) e ancora con il Napoli, stavolta terminando la partita con un prestigioso pareggio per 2-2.
Nelle stagioni 1973-74, 1974-1975 e 1976-77 la squadra biancorossa giunge sino ai quarti di finale nazionali della Coppa Italia Dilettanti, venendo eliminata nell'ordine dalla Bovalinese, dall'Angri e dall'Assisi. Il Gaeta si muove poi tra i campionati di Serie D e Promozione, sfiorando nelle stagioni 81/82 ed 83/84 la promozione in Serie C2.
Dopo un lungo periodo di crisi, nel 1999 la Polisportiva Gaeta viene nuovamente ammessa al massimo campionato regionale (Eccellenza), ma retrocede in Promozione dopo soli due anni.
Il 28 maggio 2005, vince la Coppa Italia regionale di Promozione allo Stadio Flaminio di Roma battendo il Boville ai calci di rigore e viene ammessa di diritto al campionato d'Eccellenza 2005-2006, dove conquista il sesto posto, mentre nella stagione 2006-2007 si piazza terzo. Nella stagione 2007-2008 vince il campionato di Eccellenza e torna in Serie D dopo 25 anni.
Il 3 agosto 2008, il Gaeta affronta in amichevole a Castelvolturno, il Napoli, per la quarta volta: perde per 5 a 0 (reti di Hamsik, De Zerbi, Rinaudo, Cannavaro, Maggio).
Nella stagione di Serie D 2009-2010, i biancorossi si classificano al secondo posto dietro al Fondi (miglior risultato di sempre), partecipando così ai play-off e dunque sfiorando ancora la promozione in Lega Pro Seconda Divisione.
[Nel 2010 nasce l'ASD Gaeta rimpiazzando la Mistral Gaeta].Nella stagione 2011-12 la polisportiva retrocede in eccellenza dopo essersi classificato ultimo nel proprio girone.
La stagione 2012-13 vede i biancorossi partecipare al campionato regionale di Eccellenza.
Dopo alterne vicende, legate soprattutto all'ultima, disastrosa gestione societaria la Polisportiva Gaeta per la prima volta nella sua storia non si è iscritta ai Campionati Federali nella stagione 2018-19, cessando così di esistere dopo ben 87 anni di storia.
Grazie a un manipolo di tifosi e appassionati, capitanati dal nuovo Presidente Cosmo "Mino" Ciano la Polisportiva Gaeta 1931 è risorta in occasione del suo 90º compleanno, il 19 gennaio 2021.
Nella stagione 2021/22 ha preso parte al Campionato di III Categoria Laziale, conquistando il Secondo posto e la Coppa Provincia di Frosinone, garantendosi così la Promozione in II Categoria.
Ha inoltre aggiunto alle discipline praticate la Sezione Podistica affiliata FIDAL e la Pallamano.
Nella stagione 2022/23 ha preso parte al Campionato di II Categoria Laziale Girone I classificandosi al 4º posto. 
Il 17 giugno 2023 davanti a oltre 400 tifosi biancorossi ha vinto la Coppa Lazio "F.Vettorel" battendo in finale il Tor Sapienza per 3 a 1 allo Stadio Liri di Anitrella, conseguendo così la Promozione al Campionato di I Categoria Laziale 2023/24.
Sempre nella Stagione 2022/23 ha vinto al primo tentativo il Campionato di Serie B di Pallamano, approdando trionfalmente in Serie A Bronze per la Stagione 2023/24, nella quale la Polisportiva Gaeta 1931 sarà l'unica squadra a rappresentare la Regione Lazio nella massima Serie Nazionale di Handball.
Il 12 giugno 2025 c'è la fusione tra Polisportiva Gaeta e Asd Gaeta. Nasce l'Asd Polisportiva Gaeta.

## Palmarès

### Competizioni regionali
- Eccellenza: 1

2007-2008 (girone B)
- Promozione: 1

1980-1981 (girone B)
- Seconda Divisione: 2

1938-1939, 1946-1947
- Prima Categoria: 1

1979-1980 (girone E)
- Seconda Categoria: 2

1962-1963 (girone G), 1965-1966 (girone F)
Altri Titoli Regionali e Provinciali
2004/2005 COPPA LAZIO PROMOZIONE
2021/2022 COPPA PROVINCIA DI FROSINONE

## Colori e simboli
I colori sociali della squadra sono il bianco e il rosso. La prima divisa è composta da maglia rossa, con una striscia orizzontale bianca e pantaloncini rossi, mentre la seconda divisa è composta da maglia bianca con una striscia orizzontale rossa e pantaloncini rossi.
In alcune occasioni la squadra indossa anche una divisa completamente nera, riproponendo la casacca utilizzata alla fine degli anni Trenta del Novecento dal Gaeta di Lorenzo Vagnati e della G.I.L..

## Strutture

### Stadio
Lo stadio comunale di Gaeta è intitolato alla memoria di Antonio Riciniello, terzino gaetano e bandiera della Polisportiva Gaeta negli anni trenta e quaranta, sia da atleta, sia da allenatore. L'impianto è costituito da una tribuna in cemento parzialmente coperta, da una gradinata ospiti collocata dalla parte opposta e da una curva attualmente non agibile. Attorno al campo è presente una pista di atletica e la capienza dell'impianto sportivo è stimata attorno ai 3.000 posti.
Attualmente la Polisportiva Gaeta 1931 si allena al campo sito in località "San Carlo", recentemente ristrutturato e completamente restituito al calcio dai soci rifondatori, con un meraviglioso fondo in erba naturale.
Lo Stadio è sito in Via Marina di Serapo.

## Società
La sede societaria si trova in Via Lungomare Caboto 422.

## Allenatori e presidenti
- 1931-1933 ...
- 1933-1934  Vincenzo Montaretto
- 1934-1938 ...
- 1938-1939  Gianni Mazzoleni
- 1939-1940 ...
- 1940-1941  Gianni Mazzoleni
- 1941-1965 ...
- 1965-1966  Farnese Masoni
- 1966-1971 ...
- 1971-1972  Ermete Patriarca
- 1972-1973 ...
- 1973-1974  Rea
- 1974-1980 ...
- 1980-1982  Franco Albano
- 1982-1991 ...
- 1991-1993  Franco Albano
- 1993-1994  Roberto Cernuto
- 1994-1995  Roberto Cernuto
 Carlo Oriente
- 1995-2004 ...
- 2004-2005  Mario Caneschi
- 2005-2007  Davide Palladino
- 2007-2008  Davide Palladino
 Piero Pelucchini
 Franco Albano
 Vincenzo Troiano
 Franco Albano
 Fortunato Torrisi
- 2008-2009  Corrado Urbano
 Luigi Boccolini
- 2009-2010  Fortunato Torrisi (1ª-16ª)
 Luigi Sottana (17ª-21ª)
 Emanuele Cannone,  Domenico Smimmo (21ª-34ª)
- 2010-2011  Felice Melchionna
- 2011-2012  Fabrizio Perrotti (ago.)
 Marcello Casu (1ª-6ª)
 Felice Melchionna (7ª-?ª)
- 2012-2014 ...
- 2014-2017  Felice Melchionna
- 2017-2018  Pietro Cappuccilli
 Marco Pepe
 Pietro Cappuccilli
- 2018-2021 società inattiva
- 2021-2022  Mario Caneschi
- 2022-2023  Luigi Iannitti (1ª-4ª)
 Mario Caneschi (5ª-30ª)

- 2023-2024  Mario Caneschi (1ª-30ª)
- 2024-2025  Mattia Vendittozzi (1ª-30ª)
- 2025  Davide Mancone (31ª-34ª)

## Tifoseria

### Storia
La tifoseria organizzata gaetana nasce nel 2005, in concomitanza con la finale di Coppa Italia di Promozione disputata allo stadio Flaminio contro il Boville Ernica. Dalla prima frangia di ultras prendono poi vita diversi gruppi: la Legio Cajeta, i Pirati e gli Sconvolts. Dopo poco tempo tutti i gruppi si ritrovano a sostenere i biancorossi dietro un unico striscione con denominazione Ultras Gaeta. Nel 2019, durante il periodo di inattività della Polisportiva Gaeta, compare il gruppo Vico 22, che sostiene la squadra fino al 2022 durante l'assenza dello striscione Ultras Gaeta.

### Gemellaggi e rivalità
Gli Ultras Gaeta hanno ottimi rapporti con le tifoserie di Sora, Anzio, Albalonga e sono gemellati con i tifosi della Cynthia di Genzano di Roma. Al contrario, i gaetani sono divisi da fiere rivalità di matrici campanilistiche dalle tifoserie di Formia, con cui si disputa il derby del Golfo, e Fondi, mentre ostilità minori si manifestano contro Itri e Pomigliano.